# Brett Rossi
Brett Rossi, pseudonimo di Scottine Hill (Fontana, 21 maggio 1989), è un'attrice pornografica statunitense.

## Biografia
Originaria di La Verne, in California, ebbe il suo primo contratto da modella da passerella a 14 anni.
Terminata la carriera sulle passerelle, scelse il nome d'arte di Brett Rossi e, per pagarsi il college, cominciò a posare per alcune riviste maschili come Playboy Mansion e come modella di body art.
La sua prima apparizione a luci rosse risale al novembre 2011 sul sito per adulti Twistys Treat. Ha poi girato numerose scene per siti come Bang Bros e Brazzers.
Nel maggio 2013 ha deciso di lasciare le scene, non rinnovando il suo contratto con una delle più popolari case di produzione di film per adulti. Il suo obiettivo era quello di ritornare all'uso del suo vero nome e completare gli studi da infermiera, lasciandosi alle spalle il passato e lo pseudonimo di Brett Rossi.
Nel 2015, durante una intervista alla radio, conferma il suo ritorno come attrice. L'anno successivo ha firmato un contratto con la nuova compagnia di Stoya e Kayden Kross Trenchcoat X.
In carriera ha girato oltre 400 scene, principalmente solo con ragazze, e nel 2017 ha fatto il suo debutto alla regia per Deviant Entertainment con la scena Brett Rossi's Girl Crushed.

## Vita privata
Nel novembre 2013 ha cominciato una relazione con l'attore Charlie Sheen. All'inizio del 2014, ha cambiato il proprio nome in "Scottine Sheen" e, sebbene fosse stato annunciato il matrimonio con Charlie Sheen, in ottobre i due hanno interrotto la propria relazione. Poco dopo la rottura del fidanzamento, è stata ricoverata per overdose.

## Riconoscimenti
- AVN Awards
  - 2013 – Candidatura al Best Girl/Girl Sex Scene per An American Werewolf in London XXX Porn Parody (con Riley Jensen)
  - 2013 – Candidatura al Best Girl/Girl Sex Scene per Nice Shoes, Wanna Fuck? (con Celeste Star)